# 救赎之队：2008美国男篮奥运梦
《救赎之队：2008美国男篮奥运梦》（英語：The Redeem Team）是2022年播出的Netflix纪录片，由乔恩·温巴赫执导，执行制片人包括勒布朗·詹姆斯和德维恩·韦德。记录了美國國家男子籃球隊在2004年雅典奥运会折戟后重振、最终在2008年北京奥运会夺冠的经历。该纪录片内容包括了人物专访、未播出的比赛画面和幕后花絮，是国际奥委会和Netflix联合推出的首部专题纪录片。于2022年10月7日在Netflix上线。

## 剧情概要
2004年雅典奥运会，美国男篮代表队受2003年伊拉克战争后安全局势紧张的影响，仓促拼凑出一支老将带新人的队伍，结果只拿到铜牌，遭到众人挖苦。
杰瑞·科兰杰洛接手美国篮协，找来“K教练”迈克·沙舍夫斯基，遴选球员备战2008年北京奥运会。新阵容在拉斯维加斯进行夏季集训，然而在2006年世界籃球錦標賽再度失利，获得铜牌。2007年，科比·布莱恩特选择加入美国男篮，还放话“我明白，我加入，我受够了看你们输球”，科比的加入将球队带到了新高度。最终，美国男篮在2008年北京奥运会上一路过关斩将，在决赛中惊险击败西班牙队，赢得了久违的金牌。

## 受访者
| 受访者          | 备注                            |
| 科比·布莱恩特   | 2008届美国男篮                  |
| 勒布朗·詹姆斯   | 2004、06、08届美国男篮          |
| 德维恩·韦德     | 2004、06、08届美国男篮          |
| 卡梅隆·安东尼   | 2004、06、08届美国男篮          |
| 卡洛斯·布泽尔   | 2004、08届美国男篮              |
| 克里斯·波什     | 2006、08届美国男篮              |
| 保罗·加索尔     | 西班牙男篮                      |
| 杰瑞·科兰杰洛   | 2006、08届时的美国篮协主席      |
| 迈克·沙舍夫斯基 | K教练，2006、08届美国男篮主教练 |
| 道格·科林斯     | 1972届美国男篮，后担任解说员    |

## 制作
本片的制片方包括了奥林匹克频道、肯尼迪／马歇尔电影制作公司、Mandalay Sports Media、59th and Prairie Entertainment、Uninterrupted、NBA娱乐和USAB。为了支持纪录片制作，奥林匹克频道提供了过去70年奥运会上的篮球比赛镜头。
本片导演乔恩·温巴赫是洛杉矶湖人的终生球迷，因此他将科比定位为夺冠的关键因素。本片制作始于2019年底，科比·布莱恩特于次年1月即去世。因而本片中科比的采访片段取自2015年国际奥委会的采访素材。德维恩·韦德是最后一个现场受访者，采访期间正值2019冠状病毒病疫情刚刚爆发的2020年3月。当韦德的采访完成后，摄制组发现超市货架上的食物和卫生纸已被抢光了。随后的采访都在Zoom线上进行。

## 获奖及提名
- 2023年第44届（英语：44th_Sports_Emmy_Awards）体育艾美奖（英语：Sports Emmy Awards）——杰出纪录片长片：获奖[7]